# Angelo Acerbi
Angelo Acerbi (ur. 23 września 1925 w Sesta Godano) – włoski duchowny rzymskokatolicki, doktor prawa kanonicznego, dyplomata watykański, arcybiskup, pronuncjusz apostolski w Nowej Zelandii w latach 1974–1979, nuncjusz apostolski w Kolumbii w latach 1979–1990, nuncjusz apostolski na Węgrzech w latach 1990–1997 – jednocześnie akredytowany w Mołdawii w latach 1994–1997, nuncjusz apostolski w Holandii w latach 1997–2001, prałat Suwerennego Rycerskiego Zakonu Szpitalników Świętego Jana, z Jerozolimy, z Rodos i z Malty w latach 2001–2015, kardynał diakon od 2024.

## Życiorys
27 marca 1948 otrzymał święcenia kapłańskie i został inkardynowany do diecezji La Spezia. W 1954 rozpoczął przygotowanie do służby dyplomatycznej na Papieskiej Akademii Kościelnej.
22 czerwca 1974 został mianowany przez Pawła VI pronuncjuszem apostolskim w Nowej Zelandii oraz arcybiskupem tytularnym Zella. Sakry biskupiej 30 czerwca 1974 udzielił mu osobiście papież.
Następnie reprezentował Stolicę Świętą w Kolumbii (1979-1990) oraz na Węgrzech (1990-1997), będąc od 1994 jednocześnie akredytowanym w Mołdawii.
8 lutego 1997 został przeniesiony do nuncjatury w Holandii. 27 lutego 2001 przeszedł na emeryturę. W latach 2001–2015 sprawował urząd Prałata Suwerennego Rycerskiego Zakonu Szpitalników Świętego Jana, z Jerozolimy, z Rodos i z Malty (Suwerennego Rycerskiego Zakonu Maltańskiego). Od kilku lat mieszka w Watykanie w Domu św. Marty (tym samym, w którym mieszkał papież Franciszek).
6 października 2024 podczas modlitwy Anioł Pański papież Franciszek ogłosił jego nominację kardynalską. Na konsystorzu 7 grudnia 2024 został kreowany kardynałem diakonem kościoła Świętych Aniołów Stróżów Città Giardino i z chwilą otrzymania biretu kardynalskiego został najstarszym członkiem Kolegium Kardynałów Świętego Kościoła Rzymskiego oraz najstarszym mianowanym kardynałem w historii.
Obecnie jest najstarszym żyjącym kardynałem.